# Монемвасийска хроника
Монемвасийската хроника (на гръцки: Χρονικόν της Μονεμβασίας) или Летопис на Монемвасия е анонимна средновековна хроника отразяваща провинциалната памет за предходните векове Ранно Средновековие в/на тема Елада и въобще в някогашните антични гръцки земи. Написана през X – XI век.
Първият известен препис на хрониката, от общо три, е намерен от италиански учени в Торино през 1748 г., но поради своята фрагментация, не намира сериозно научно отражение в онези години. Като истински откривател на хрониката се счита гръцкият учен, доцент по класическа история в Атинския университет, а по-късно професор и премиер на Гърция – Спиридон Ламброс (1851 – 1919). Този ръкопис подкрепя като цяло тезата на Якоб Фалмерайер, за съмнителната (право) приемственост, на елинистична основа, между древните елини и „модерните гърци“. Преписа открит от Ламброс в Иверския манастир е публикуван от него под името „Иверски препис на летописа на Монемвасия“ и излиза заедно с другите два по-късни преписа на хрониката. Третият препис също така е открит от Ламброс, но в друг светогорски манастир – „Кутлумуш“. Книгата излиза през 1884 г.
Съставянето на хрониката е датирано от учените между 970 и 990 г. Монемвасия е град-крепост в южен Пелопонес, свързан с цаконите.